# Autostrada M8 (Węgry)
Autostrada M8 (węg. M8 autópálya) – planowana autostrada na Węgrzech, w ciągu trasy europejskiej E66. Jej głównym zadaniem będzie utworzenie osi wschód-zachód: Wiedeń – Budapeszt – Szolnok. Obecnie istnieje jedynie krótki odcinek łączący Dunaújváros i Dunavecse wraz z mostem Pentele na Dunaju, a także ponad 17-kilometrowy odcinek między Balatonfűzfő i Balatonakarattya oznaczony tymczasowo jako Droga Krajowa nr 710.